# تعدد الأصوات (موسيقى)

مازورة من فوغا ليوهان سباستيان باخ رقم 17 في مقام لا بيمول، مصنف رقم 862 من الكلافيير المعدل جزء 1، مثال شهير على البولفونية.

تعدد الأصوات أو البوليفونية (بالإنجليزية polyphony)
في الموسيقى، يقصد بها أي موسيقى حيث يصدر نغمتان أو أكثر في نفس الوقت (المصطلح مشتق من اللغة اليونانية «الذي يعني اصوات كثيرة»)؛ فحتى كل فاصل من نغمتين في نفس الوقت أو تآلف من 3 نغمات في نفس الوقت يكون تعدد الأصوات. لكن عادة يرتبط تعدد الأصوات بالطباق، وهو مجموعة من الخطوط اللحنية المنفصلة. في الموسيقى متعددة الأصوات، نرى خطين لحنين متزامنين أو أكثر على أنهما مستقلين رغم اتصالهما. في الموسيقى الغربية يشمل تعدد الأصوات الفصل الكونترابنطي بين اللحن والباص. ويكون بناء تعدد بحت، وبذلك كونترابنطي، حين يتم التمييز بين الخطوط الموسيقية إيقاعيا. قسم فرعي من تعدد الأصوات يعرف بالهوموفوني، يوجد في أكثر صوره نقاء حين تتحرك الأصوات كلها أو أجزاء منها في نفس الإيقاع، مثما في نسيج من التآلفات. هذه المصطلحات لا تنفصل عن بعض، والموسيقيون من القرن ال16 حتى ال21 ميزوا بين النسيج المتنوع من تعدد الأصوات المعقدة إلى الهموفوني الموحد إيقاعيا حتى في نفس المقطوعة.
تعدد الأصوات عكس المنوفونية (أي الصوت الواحد مثلما في الترتيل) سمة بارزة تميز بين الموسيقى الغربية وموسيقى كل الحضارات الأخرى. تعدد الأصوات الخاص لمجموعات الآلات في الموسيقى الآسيوية تشمل نوع من التنويع اللحني متعدد الألحان وليس كونترابنطي بالمعنى الغربي.